# Giancarlo Bolognini
Giancarlo Bolognini (* 11. August 1938 in Giacciano con Baruchella, Provinz Rovigo; † 29. Mai 2019 in Bozen) war ein italienischer Politiker und Sportfunktionär. Er war von 1968 bis 1983 Bürgermeister von Bozen.

## Leben
Bolognini wurde 1965 auf der Liste der Democrazia Cristiana in den Bozner Gemeinderat gewählt. Am 2. Juli 1968 ersetzte er den für den Regionalrat kandidierenden Giorgio Pasquali als Bürgermeister, dieses Amt hatte er bis zu seinem Rücktritt am 26. August 1983 inne.
Im Jahr 1983 wurde Bolognini in den Regionalrat Trentino-Südtirol und damit gleichzeitig in den Südtiroler Landtag gewählt, dessen Vizepräsident er bis zum 7. Mai 1984 war. Anschließend wurde er Landesrat in der von Silvius Magnago geführten Landesregierung (Kabinett Magnago VI). In der Legislaturperiode von 1988 bis 1993 war er erneut Landtagsabgeordneter und Mitglied der Landesregierung – diesmal mit Luis Durnwalder als Landeshauptmann – und nach dem Rücktritt von Remo Ferretti 1993 kurzzeitig Landeshauptmannstellvertreter im Kabinett Durnwalder I.
Nach dem Ende seiner politischen Karriere war Bolognini als Sportfunktionär tätig und von 1997 bis 2014 Präsident des italienischen Eissportverbands (FISG).